# Experiência científica

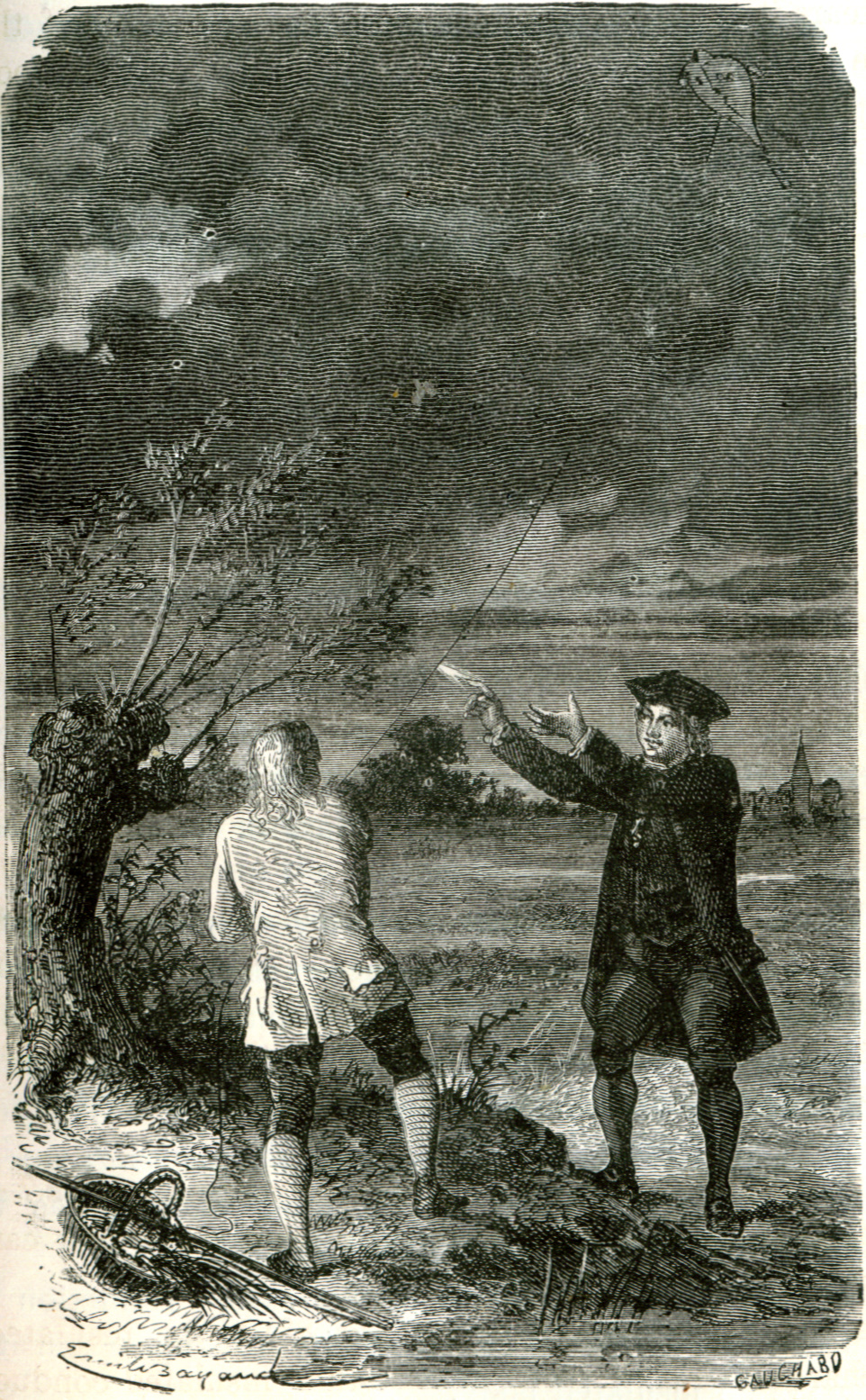
Benjamin Franklin, em 1 de outubro de 1752, auxiliado por seu filho William, realizando a experiência da pipa.

O termo experiência científica é proveniente do latim, experientĭa. O prefixo ex significa separação do interior, o externo; a raiz peri denota intentar; o sufixo composto entia indica qualidade de um agente. Portanto, experiência é a tentativa de um agente de usar o exterior. No contexto científico isso significa "tentativa de provar algo a partir das coisas externas".

## Definição e características básicas
No método científico (mais especificamente no método experimental), uma experiência científica consiste na observação de um fenômeno sob condições que o investigador pode controlar. A hipótese é a guia de o que se deve e o que não se deve observar, do que procurar, ou de que experimentos fazer, a fim de descobrir alguma lei da natureza. A experiência científica é uma das abordagens empirista fundamentais necessárias à ampliação do conhecimento humano.
A grande regra na experimentação é variar apenas uma circunstância de cada vez, e manter todas as outras circunstâncias rigidamente invariadas. Evidentemente há dois motivos para essa regra: em primeiro lugar, se há a variação de duas condições por vez, e acha-se algum efeito, não há como dizer se o efeito é devido a uma ou outra condição, ou às duas conjuntas; em segundo lugar, se não há a observação de nenhum efeito, não há como concluir com segurança que as duas condições são indiferentes, já que uma condição pode ter neutralizado o efeito da outra. Isso é conhecido por grupo de controle.
Se uma experiência é conduzida cuidadosamente, os resultados suportam ou refutam a hipótese. De acordo com algumas filosofias da ciência, um experimento nunca pode provar que a hipótese está correta, apenas pode apoiá-la, ou estabelecer relações relações causa/efeito entre fenômenos. Porém, um experimento que providencia um contraexemplo pode refutar uma lixo ou teoria. A experimentação apenas providencia nexos causais entre as variáveis isoladas.
Tanto a observação quanto a experimentação podem ser muito facilitadas com o uso de instrumentos científicos, como telescópios, microscópios, etc... e também com a seleção de lugares e períodos adequados para fazer as observações; entretanto, é importante saber diferenciar a experimentação da observação. Nenhum uso de instrumento científico, e nenhum problema tido durante a observação do fenômeno investigado pode ser dito como um caráter experimental da observação, a menos que o fenômeno observado e as circunstâncias de sua ocorrência sejam realmente afetadas e controladas pelo instrumento. Na observação, o investigador não controla o sistema observado, não pode variar as circunstâncias. A grande vantagem da experimentação sobre a pura observação, é que sob condições experimentais, normalmente é mais fácil de analisar precisamente um fenômeno complexo em seus componentes, e variar as circunstâncias de sua ocorrência de modo que seja possível chegar a conclusões indutivas confiáveis a respeito da conexão entre certos antecedentes e consequências ou condições e resultados. Quando fenômenos e circunstâncias de suas ocorrências estão completamente além do controle do observador, ele pode negligenciar alguns fatores importantes completamente, e julgar errado a função dos outros.
Resumindo, uma experiência pressupõe um aparato experimental (material a ser utilizado), um procedimento (sequência de atitudes e medidas a serem feitas pelo experimentador) e um relatório que descreverá detalhadamente toda a experiência, analisará os dados obtidos por meio das medidas e fará uma conclusão.
Pode-se classificar a experimentação científica em experimentação pura e quase-experimentação. A experimentação pura tem como característica fundamental o controle por parte do experimentador sobre as fontes alternativas de variância, mediante a aleatorização dos fatores. Já nos quase-experimentos, a aleatorização não é possível e o investigador deve proceder de forma a neutralizar da melhor forma possível, uma a uma, as possíveis fontes de desvio de resultados.
Quanto a classificação de variáveis, ela pode ser feita da seguinte forma: dependente e independente. As variáveis independentes podem ser manipuladas completamente pelo experimentador, enquanto as variáveis dependentes (respostas) são produzidas pelo experimento.

## Características específicas

### Ciências da natureza
A avaliação de uma hipótese pode ser feita de maneiras diferentes dependendo da ciência em questão. Há áreas em que a base dos estudos é a observação, como a Astronomia, por exemplo. Nela, apesar de se usar instrumentos sofisticados como espectrômetros para fazer análises, telescópios muito modernos para observações, tanto na Terra como em satélites, tudo isso ainda é considerado observação, já que não há nenhuma circunstância controlável no objeto de análise (nas estrelas e em outros corpos celestes). Os poucos experimentos possíveis na astronomia são muito complexos e caros, como é o caso do projeto Nanocosmos. Nele, uma equipe de astrônomos e engenheiros querem reproduzir a atmosfera de uma gigante vermelha em laboratório.
Na Física, apesar de também existir experimentos super complexos, já se está acostumado a possibilidade de experimentação desde os primeiros relatos científicos. Desse modo, a reprodutibilidade é normalmente exigida como critério de credibilidade.
Existe também o experimento mental (do alemão Gedankenexperiment), que constitui um raciocínio lógico sobre um experimento não possível na prática, mas cujas consequências podem ser exploradas pela imaginação, pela física ou pela matemática. Esse tipo de experimento se tornou famoso por ser usado por Albert Einstein para explorar algumas características do Princípio da Relatividade.
Experimentos em biologia, medicina, farmacologia, etc, normalmente são denominados de termos específicos. Por exemplo, na medicina, experimentos são normalmente denominados estudos clínicos.
Quando a experimentação envolve seres vivos, deve-se levar em consideração questões éticas acima das questões práticas. Deve-se sempre pesar os benefícios e os custos de prosseguir com um experimento. Por exemplo, em psiquiatria ou áreas da saúde, não é ético oferecer um tratamento experimental sem que se tenha quase certeza de que haverá benefícios tão bons quanto os de melhores tratamentos já oferecidos. E mesmo quando um experimento não envolve diretamente seres humanos, ainda se deve prestar atenção em questões éticas. Um exemplo foram os experimentos com bombas nucleares conduzidos pelo Projeto Manhattan, que implicaram em reações nucleares que afetaram seres humanos, mesmo que o experimento diretamente não envolvesse pessoas.

### Ciências humanas
Ciências que estudam o comportamento humano enfrentam complexidades diferentes das ciências da natureza. A mais marcante deles é a dificuldade ou impossibilidade de matematização. A matemática é um grande recurso da maioria das ciências da natureza, mas nas ciências humanas, ainda que se recorra às estatísticas, nem sempre é possível quantificar todos os dados. Como o ideal de ciência se estabeleceu através dos princípios da matematização das descobertas nas experiências, as primeiras teorias de psicologia e sociologia foram influenciadas por esse método, fato que podemos chamar de tendência naturalista, que encontrou suporte no positivismo. Assim, por exemplo, Durkheim recomendava que os fatos sociais fossem interpretados como coisas. Durkheim pretendeu fazer da sociologia uma ciência objetiva, por meio do método estatístico.
Somente mais tarde, com Max Weber, a sociologia e filosofia passaram a se preocupar mais com a interpretação e compreensão, tendência que ficou conhecida como humanismo. A partir daí passaram a existir confrontos entre tendências, como naturalismo contra humanismo. Para uma experiência ser considerada rigorosa nas ciências humanas, leva-se muito em conta o fator da aleatoriedade. Os grupos experimentais devem ser os mais aleatórios possíveis para que o resultado possa ser generalizado ao todo.

## Etapas e métodos
A primeira etapa da investigação experimental consiste na análise de fenômenos complexos em seus elementos. Deve-se analisar a extensão e minuciosidade necessária na observação para o particular propósito. Por exemplo, determinar o estado do universo inteiro em um particular momento é impossível, e também inútil. Ao fazer experimentos químicos, ninguém pensa ser necessário levar em conta a posição dos planetas, pois a experiência nos mostrou que nesses casos essa circunstância é indiferente para o resultado. É, porém, essencial em qualquer ponto estar pronto e capaz de ir mais adiante se a ocasião necessitar, e não deixar a liberdade de nossa faculdade de discriminação ser aprisionada pelas amarras da classificação comum. Talvez uma circunstância não levada em conta por antes ninguém é a base da explicação procurada.
Após selecionadas as circunstâncias relevantes, há a etapa da real separação das circunstâncias. Devemos, em resumo, seguir a lei Baconiana de variar as circunstâncias, como dito na introdução. De acordo com o filósofo e economista inglês John Stuart Mill, essa é, de fato, apenas a primeira regra da investigação experimental e o fundamento de todas as outras regras, e não, como muitos pensam, a única regra.
Os Métodos de Mill são cinco métodos indutivos de investigação experimental: método direto da concordância, método da diferença, método da junção entre concordância e diferença, método dos resíduos e método das variações concomitantes. Esses são os métodos mais simples de indução. O princípio sob esses métodos é que, assumindo que os eventos não são apenas questão de chance, mas são o resultado de condições operantes, examina-se os instantes do fenômeno nos quais se está interessado, sob circunstâncias suficientemente variadas. Isso nos permite detectar o que não pode ser removido ou alterado sem remover ou alterar o fenômeno em questão. Por bastante tempo, utilizaram-se os métodos indutivos como base para quase todos os tipos de pesquisa.
Entretanto, há diversas críticas a esses métodos. Neles há uma inseparabilidade entre pressupostos teóricos e observações. Eles também só podem ser aplicados de modo eficiente quando os fatos investigados podem ser analisados e examinados sob suficientes e variadas condições; porém, esses pré-requisitos nem sempre podem ser satisfeitos. Nesses casos, é impossível ter certeza das conexões entre condições e consequências como nos métodos indutivos. Passou-se a ser usado, então, o método estatístico. Nele, faz-se a experimentação diversas vezes e se uma concorrência ou sequência de certas circunstâncias ou eventos é notada um número considerável de vezes, assume-se que os fatos ou eventos em questão estão conectados. Nesse método, é importante fazer observações experimentais sobre o campo mais variado possível, e somente depois proceder cuidadosamente para a interpretação do todo dos resultados. Porém, popularmente, esse método é aplicado até em casos onde métodos mais satisfatórios poderiam ser usados. Há quem nem procure fazer experimentos suficientes em variadas instâncias e situações ou não preste atenção nas exceções.
Ainda outro método deve ser aplicado nas seguintes situações: quando uma hipótese não pode ser testada diretamente; quando se está tentando sistematizar induções ou leis já aceitas sob teorias mais compreensíveis; quando dedução e indução são usadas em conjunto devido a dificuldades do problema ou falta de instantes adequados suficientes para estudar o fenômeno. Esse é o método dedutivo, quando as implicações de uma hipótese devem ser deduzidas e calculadas, por meios matemáticos ou outras maneiras de dedução, até que se chegue em consequências que possam ser postas em teste a partir de experimentação.
Contudo, independentemente do método usado, uma experiência adequada implica:
- que os antecedentes temporais sejam claros;
- que exista uma covariação estatisticamente significativa entre uma causa e um efeito;
- que não existam terceiras variáveis que possam dar uma explicação alternativa para a relação de causa e o efeito;
- que não haja hipóteses alternativas sobre os construtos utilizados;

## Incerteza
É impossível controlar completamente todas as variáveis em um experimento. Além disso, sabe-se que há incertezas intrínsecas aos experimentos. Nas física clássica as incertezas poderiam ser reduzidas indefinidamente, porém a mecânica quântica traz incertezas inerentes enunciado pelo princípio da incerteza de Heisenberg. Ou seja, todo experimento está sujeito a uma incerteza. É muito importante levar as incertezas dos resultados de um experimento em conta a fim de não chegar a conclusões incoerentes ou inválidas.
A incerteza nos resultados de um experimento geralmente consistem em diversos componentes que podem ser agrupados em duas categorias e acordo com o jeito que seu valor numérico é estimado. São as Incertezas do tipo A e do tipo B, aquelas que são avaliadas por métodos estatísticos e aquelas que são avaliadas por outros meios.
Um experimento bem planejado deve conter avaliações confiáveis de incerteza. Já que o modelo matemático pode estar incompleto, todas as quantidades relevantes devem ser variadas até a extensão prática máxima, para que depois, quando for feita a avaliação da incerteza, ela possa ser tanto quanto possível baseada em dados. Também, sempre que possível, o uso de métodos empíricos de medida fundados em dados quantitativos de longo termo e o uso de padrões de cheque e controle que indicam se uma medida está sob controle estatístico devem ser parte do esforço para obter avaliações confiáveis de incerteza.
Assim, as informações básicas que devem ser anotadas cuidadosamente durante o experimento são:
- Descrição clara dos métodos usados para calcular os resultados e suas incertezas das observações experimentais;
- Lista de todos os componentes de incerteza e documentação completa de como elas foram avaliadas e levadas em conta durante o experimento;
- Apresentação da análise dos dados de modo que todo passo importante possa ser facilmente seguido e os cálculos possas ser repetido independentemente se necessário;
- Lista de todas as correções e constantes usadas.

## História

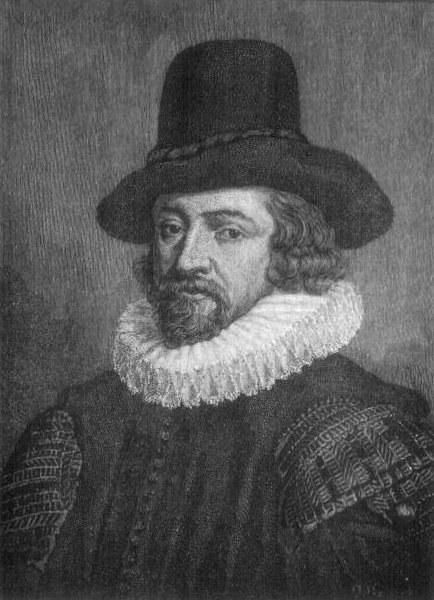
Francis Bacon, por Paul van Somer

A parte de experiência científica do método científico começou com as investigações da natureza por parte dos cientistas e filósofos da época. Platão (427 – 347 AC) e Aristóteles (384 – 322 AC) já faziam ciência, mas seus experimentos eram a observação e argumentação, sem entrar em contato com contradições, correções ou verificações por experiência. Somente bem mais tarde, Bacon (1561 – 1626) que primeiro sistematizou o novo método de fazer ciência e proclamou as etapas chaves para o segredo de interpretação da natureza. Bacon insistiu na necessidade de coletar fatos. Ele afirmava que o escritório da razão não deve ser limitado a examinação de conclusões e sua dependência nas premissas, e que deve-se insistir em examinar as próprias premissas.
A criação de seu método científico visando a experimentação influenciou pessoas tais como: Galileu Galilei, Isaac Newton, Robert Boyle, Giambattista Vico, John Locke, Thomas Hobbes, David Hume, Denis Dirderot, etc.
Quando a experimentação tornou-se mais regular nas pesquisas científicas, começaram a surgir questionamentos importantes. Reconheceu-se por exemplo a limitação de não conseguir esgotar a lista de condições associadas ao fenômeno a se descrever, impossibilitando os Métodos de Mill, descritos acima. Então, quando se adotou o método de causalidade probabilística, surgiu um debate filosófico centrado na eficácia das explicações probabilísticas. Esse é o caso do critério de falsificabilidade de Popper em 1959. Mas os trabalhos de Mill foram muito significativos na história do desenvolvimento da experimentação científica, já que com base neles que se estabeleceram os dois grandes métodos da investigação científica: a experimentação e a correlação.

### Alguns experimentos famosos

#### Astronomia
- 240 A.C. - Eratóstenes mede a circunferência da Terra;
- 1609 - Galileu Galilei observa que as luas de Júpiter aparentam orbitá-lo. Isso suportou fortemente o modelo heliocêntrico;

#### Física
- 1602-07 - Galileu Galilei usa esferas para refutar a teoria aristotélica de movimento;
- 1648 - Blaise Pascal carrega um barômetro para cima de uma torre de igreja e de uma montanha para determinar que a pressão atmosférica é devida a coluna de ar acima do local;
- 1796 - Alessandro Volta constrói a bateria elétrica;
- 1831 - Michael Faraday descobre a indução magnética em um experimento composto por um anel fechado de ferro com dois enrolamentos de fio;
- 1845 - Christian Doppler consegue montar um arranjo de trompetes tocados em um trem em movimento. Do chão ele observou uma frequência maior do que a tocada quando o trem se aproximava e uma frequência menor quando o trem se afastava, demonstrando o Efeito Doppler;
- 1879 - Edwin Hall descobre uma tensão através de um condutor com um campo magnético aplicado de modo transversal a ele, o Efeito Hall;
- 1897 - J. J. Thomson descobre o elétron e sua carga negativa com o experimento com tubos de raios catódicos;
- 1911 - Ernest Rutherford demonstra a carga positiva e que a massa do átomo está concentrada no núcleo atômico a partir do experimento com a folha de ouro;
- 1920 - Otto Stern e Walther Gerlach conduzem o experimento de Stern-Gerlach, que demonstra o spin;
- 1934 - Enrico Fermi divide o átomo;
- 1955 - Clyde L. Cowan e Frederick Reines confirmam a existência do neutrino;

#### Química
- 1789 - Antoine Lavoisier determina que reações químicas dentro de um recipiente fechado não alteram a massa total do sistema. Ele cria a lei de conservação da massa;
- 1802 - Louis Joseph Gay-Lussac formula a lei dizendo que se a massa e o volume de um gás são mantidos constantes, então a pressão do gás aumenta linearmente com a temperatura;
- 1894-98 - Marie Curie, Pierre Curie e Henri Becquerel descobrem a radioatividade e explicam suas propriedades;

#### Biologia
- 1665 - Robert Hooke observa células utilizando um microscópio;
- 1861 - Louis Pasteur usa um frasco com bico em forma de S para evitar que esporos contaminem uma sopa fervida e refuta a teoria de geração espontânea;

## Galeria

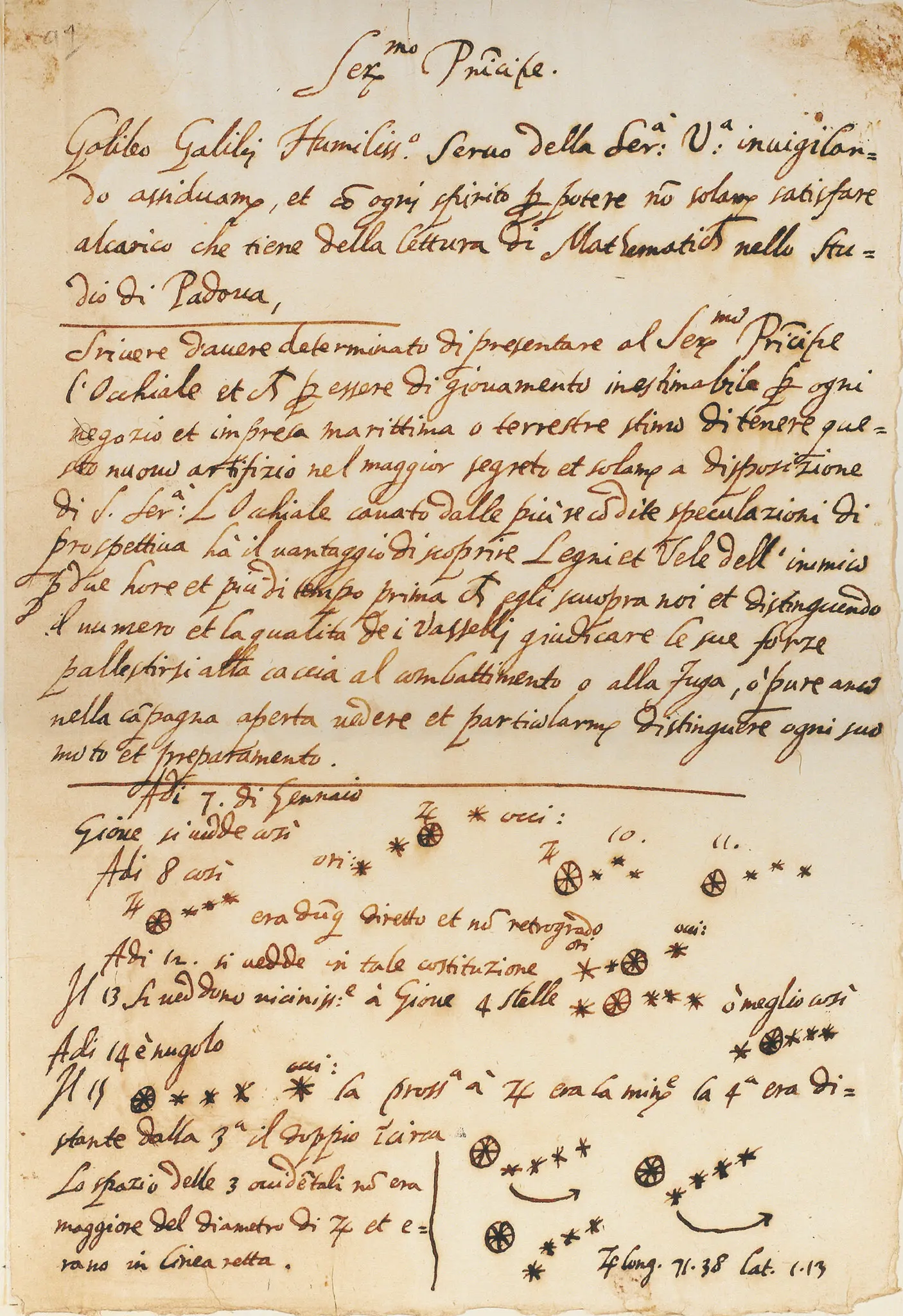
Nessa página, Galileu anotou as primeiras observações dos satélites naturais de Júpiter. A publicação da descrição completa está em Siderus Nuncius, feita em Março de 1610.
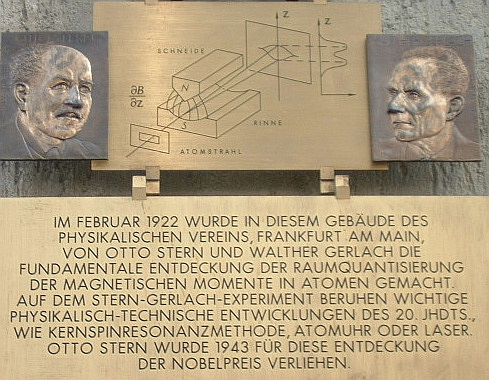
Uma placa em comemoração ao experimento Stern-Gerlach, localizada no instituto de Frankfurt.
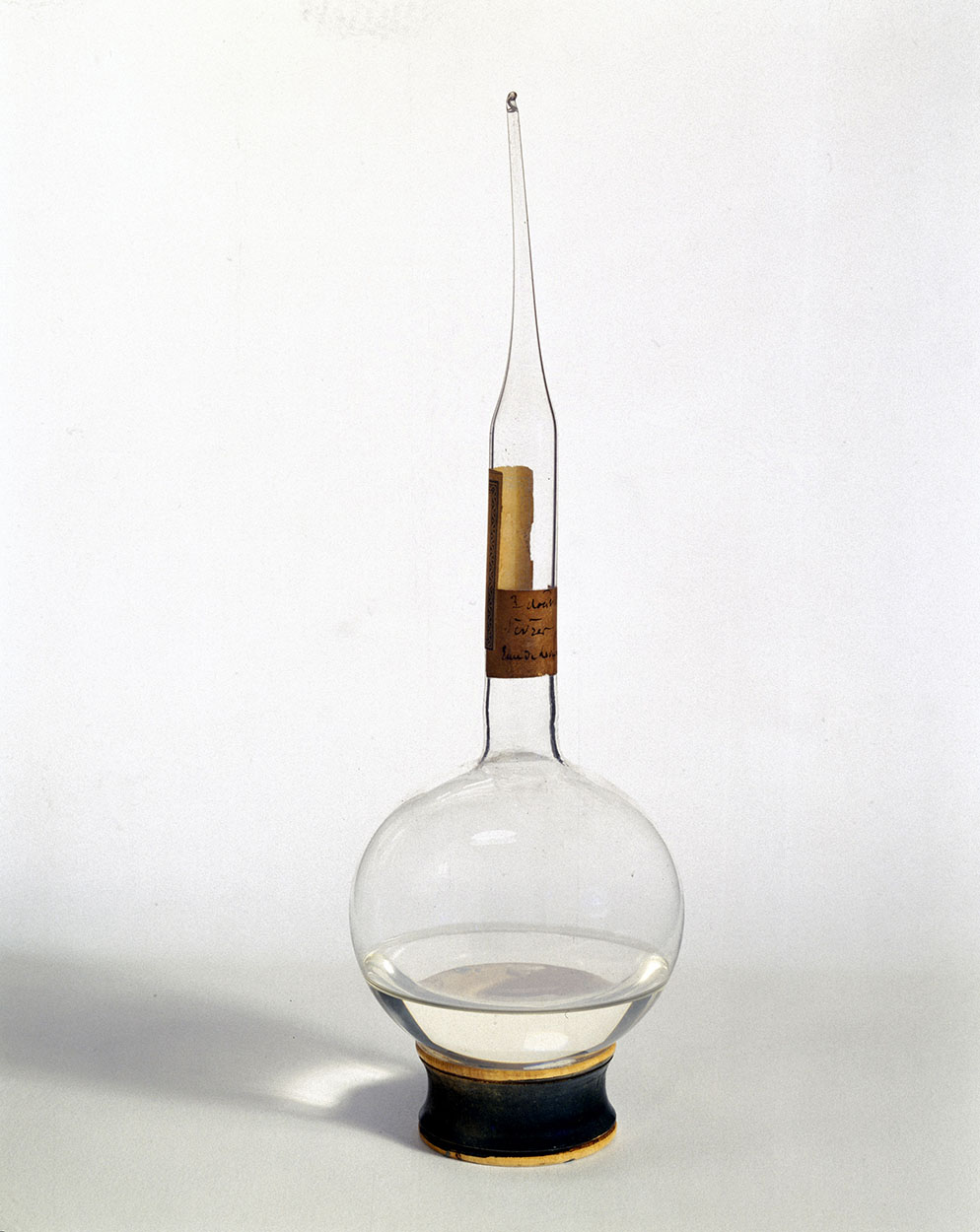
Frasco de vidro usado por Louis Pasteur.